# Sponsor (Zwölf-Schritte-Programm)
Ein Sponsor im Sinne der nach dem Zwölf-Schritte-Programm vorgehenden Selbsthilfegruppen, wie zum Beispiel der Anonymen Alkoholiker, kümmert sich um Gruppenmitglieder, die – wie er selbst – frei entschieden haben, sich jemandem ihres Vertrauens zu öffnen.  Dabei ist entscheidend, dass jedes Mitglied einen Sponsor hat, egal wie lange es bereits dabei ist.
In der Schrift Verantwortung – Fragen und Antworten zur Sponsorschaft der Anonymen Alkoholiker heißt es u. a.:
„In den ersten Meetings sind wir oft noch verwirrt, wir fühlen uns krank und ängstlich. Wenn die anwesenden Freunde auch unsere Fragen bereitwillig beantworten, so ist uns das nicht genug. Es tauchen viele andere Fragen zwischen den Meetings auf; wir merken, dass wir eine ständige feste Stütze brauchen, wenn wir anfangen zu lernen wie man „nüchtern lebt“. Deshalb wählen wir uns einen AA-Freund aus, mit dem wir uns verstehen, irgendjemanden, mit dem wir offen und vertrauensvoll sprechen können. Wir fragen ihn, ob er unser Sponsor werden will.“
Auf der englischsprachigen – internationalen Website der Anonymen Schuldner heißt es – frei übersetzt:
„Auch zwischen den Meetings brauchen wir jemanden, mit dem wir regelmäßig reden können. Also bitten wir jemand, unser Sponsor zu sein. Keinerlei geschriebenes Material legt fest, was ein Sponsor tun kann und was nicht ... Er / sie bietet uns Unterstützung bei der Gesundung an, persönlich oder per Telefon, indem er/sie zuhört und Fragen beantwortet. Beim Sponsor suchen wir Verständnis und Mitgefühl. Er stellt uns in den Meetings anderen Mitgliedern vor und erleichtert uns den Kontakt.“